# ノードストローム

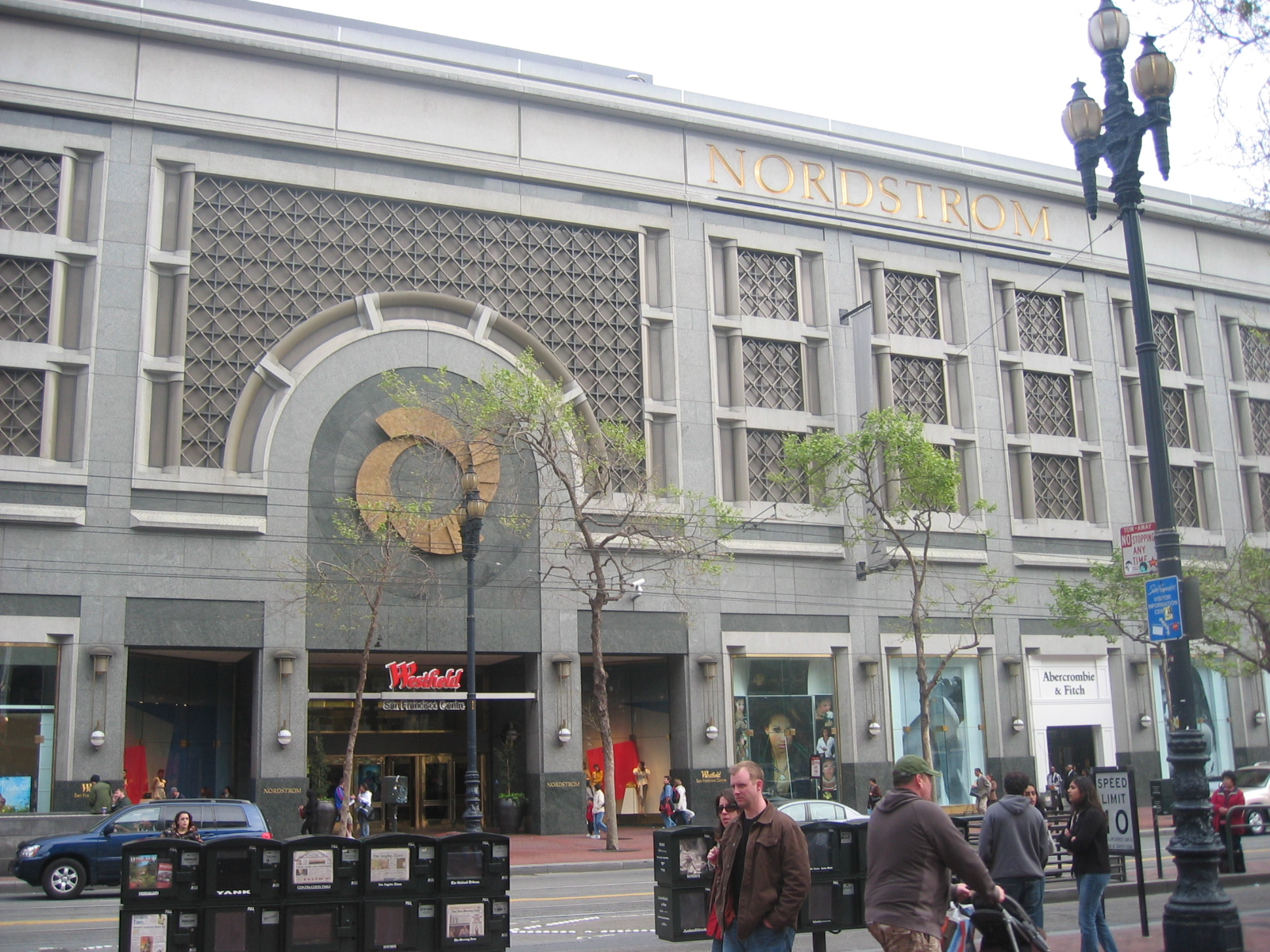
サンフランシスコにある店舗

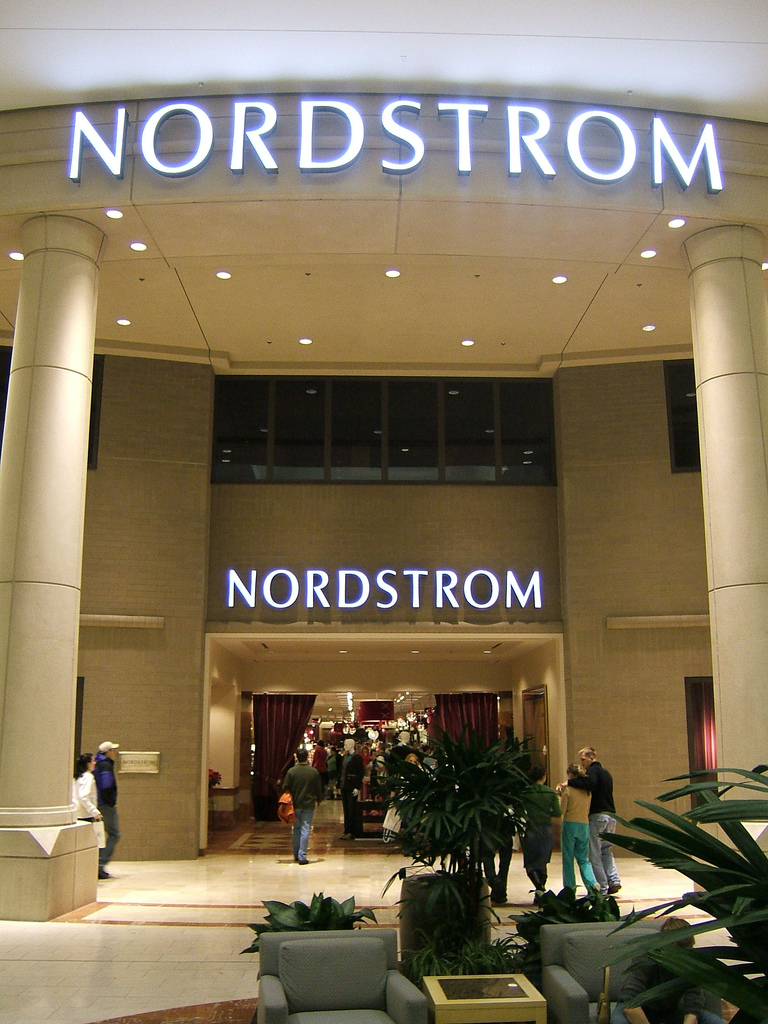
ワシントンにある店舗

ノードストロームまたはノードストロム(Nordstrom) とは、アメリカ合衆国ワシントン州シアトルに本部と本店をおく、全米でも有数の大型百貨店チェーンである。
ノードストロームは、全米最大の高級百貨店である。シアトルにある本部と本社は法人である。アパレル・ストアとして、ニューヨーク証券取引所（ティッカーシンボル:JWN）にも上場している。競合する高級百貨店はブルーミングデールズ、ニーマン・マーカス、サックス・フィフス・アベニュー、ロード・アンド・テイラー等。
日本では1999年に西武百貨店が国内販売契約を締結している。

## 歴史

### 興り
1887年、19世紀後半のスウェーデン人移民の誰もがそうであったように、16歳のジョン・W・ノードストローム (en:John W. Nordstrom) もまた、デパートを経営するという夢を持ってアメリカ合衆国へ移民してきた。彼はスウェーデン北部、ルレオに程近いAle村の生まれで、元はヨハン・ノルドストレーム(Johan Nordström)という名前だった。（John W. Nordstromは後にそれを英語風にしたもの）ニューヨークに到着したのち、彼はミシガン州で働きだしたが、アメリカを横断するように召使の仕事をこなし、彼はシアトル近郊のワシントン州アーリントンに20エーカーのジャガイモ農場を購入するのに足るだけの資金を貯めた。1897年にシアトルを出て、カナダ・ユーコン準州クロンダイクでのゴールドラッシュに加わった。二年後に彼は金を掘り当て、13000ドルの利益を得た。その利益を持ってシアトルに戻ると、彼はヒルダ・カールソンと結婚し、ビジネスの機会を探した。最終的に1901年に近くで靴修理業を営むカール・F・ヴァリンと共同で靴屋を開店した。同時期に彼はヒルダとの間に5人の子を儲け、そのうちエヴェレットとエルマー、ロイドの3人は、後に彼の仕事を手伝うことになる。シアトルに2号店を開店した1923年には、エルマーはワシントン大学を卒業し、同店の開店業務に携わるには十分な実務経験を得ていた。
1928年、ジョンは仕事を引退し、エヴェレットとエルマーの二人の息子に仕事の権利を譲り渡した。1929年にはヴァリンが、同じく引退し、彼ら2人に自分の権利を譲渡した。1930年、セカンド・アベニュー店を名をノードストロームの名と改め、新装開店を果たした。続けて1933年にはロイドが仕事に加わり、兄弟たちはそれから40年に亘り、仕事を共同でこなしていくことになる。
1958年、ノードストロームは2州にまたがって店舗を有するまでになっていたが、相変わらず売っているのは靴だけだった。この頃のノードストロームの改革とは顧客へのサービスや、品揃えの拡大、靴のサイズの網羅などで合った。衣料品関係には1963年のBest Apparel of Seattle社買収によって参入し、会社の名前を1969年にノードストローム・ベストと改めた。
1968年までに、エヴェレットの引退も近づき、後継者たちが販売戦略について会議を重ねていた。彼ら第2世代の株式公開を企図した動きは、それに反対して親族経営をすべきだと考えていたノードストローム社の第3世代であるエヴェレットの息子ブルースと、エルマーの2人の息子ジェームズ、ジョン、それにロイドの娘婿であるジョン・マクミランらに感づかれていた。が、にもかかわらず1971年、ナスダックに上場する。1973年、再度名前が変更され、現在のノードストロームという社名になった。1999年にはニューヨーク証券取引所に創業者J.W.ノードストロームのイニシャルとともに上場した。
1990年代までは、同社の第4世代とされる初代ノードストロームの子孫が経営陣を固めていたが、ジョン・ウィテカーが1997年にノードストローム家とは関係のない人間としては初めてCEOの座についた。2001年には創業者一族の一員であるブルースの息子たちが、同社の経営にはノードストローム家が未だに権力を有していると主張するまでになっている。
2016年11月、自社の通販サイトで、南京事件をテーマにした映画のシーンをプリント柄に使ったパーカを販売したところ、「不愉快だ」などと抗議が殺到し、13日までに商品の取り下げに追い込まれた。

### 拡大
ノードストロームはシアトルの小さなデパートから、今やアメリカを代表する大企業になった。その拡大は主として新規店舗の出店によるもので、同業者の買収による部分は小さい。
1975年にはアラスカ州に出店したが、この際ノーザン・コメリカル社を買収した。これはノードストローム社史上唯一の買収による出店だった。同年にはノードストローム・ラック(Nordstrom Rack)というアウトレットの第1号店をシアトルに出店している。アメリカ北西部の一デパートチェーンは、今や2億5000万ドルに達する売上を誇る、全米第3位の小売店となっていた。南カリフォルニアのコスタメサには1978年に出店し、1990年代初頭には、26店舗にノードストローム・ラック1店舗を加えた27店舗がカリフォルニアに展開しており、次なるノードストロームの躍進は、中央一元的なアプローチではなく、強く地域に密着した企業形態を形成することにあるよう思われた。手始めに北東部（バージニア州タイソンズコーナー店。1988年）、次いで中西部（イリノイ州オークブルック店。1991年）、南東部（ジョージア州アトランタ店。1998年）、南西部（テキサス州ダラス店）がカリフォルニアへの出店に続いた。新しい地域に出店するたびに、その地域での第1号店舗はその地域での将来における拡大に備え従業員を雇い入れ、トレーニングする拠点としての役割を果たした。これは配送拠点の存在に裏打ちされたものである。1978年から1995年にかけ、ノードストロームは46店舗を開業した。
時として、ノードストロームにも失敗はあった。1976年には、ノードストロームはPlace Twoという、似たようなマーケットに対しより限られた衣類を販売する店舗を次々とオープンさせた。1983年には、Place Twoは10店舗を数えていたが、1994年末には4店舗を残すのみとなり、部門は閉鎖された。1993年にはNordstrom Factory Directというアウトレットがフィラデルフィア北部にあるFranklin Millsで試験的にオープンされたこともあったが、すぐにノードストローム・ラックの成長をサポートしたいということで閉鎖された。
1998年に、ノードストロームはシアトル都心部の店舗を、以前フレデリック&ネルソンの本社ビルがあったところの向かいに移転し、これを新たな目玉店舗とした。3万5600平方メートルあるシアトル都心部の店舗は、2007年2月時点で最大の店舗である。一方、2008年9月時点で最小の店舗は、1980年にオレゴン州セイラムにできた店舗で、延べ床面積にして6700平方メートルしかない。
小売事業で拡大を続けていた1993年、商品カタログ部門が、ジョンの息子であるダンの指揮下で電子商取引事業のために誕生した。Nordstrom.comは当初アイオワ州シーダーラピッズに拠点を置いたが、現在配送拠点はカリフォルニア州オンタリオ、オレゴン州ポートランド、アイオワ州ダビューク、メリーランド州アッパー・マルボロ、フロリダ州ガイネスヴィルに置かれている。

### 今日のノードストローム
ノードストロームは、シアトルの一靴屋から全米規模で最先端のファッションを提供することに特化した小売りとして、またそのカスタマーサービスや、広いサイズ在庫、あるいはその衣類や靴、装飾品を、家族全員に幅広い趣味で提供できる店として知られている。
店舗の面積が広まるにつれ、1979年初頭にはレストランを併設した店舗が現れ、1989年に開店したカリフォルニア地区の目玉店舗であるウェストフィールド・サンフランシスコ・センター店でその傾向は最高点へ達した。同店は少なくとも4つのイギリス風パブのようなレストランを併設していた。最近は旧来の店舗の「エスプレッソ・バー」は、「hotbar」のドリンクと手軽な軽食を多数提供する「eBar」となった。小さな店舗では現在「インハウスカフェ」という、メニューは同じだが座席も用意された軽食店が併設されている。ノードストロームは一部の大規模店舗に設置されていた4つのレストランを見直し、カジュアルな「クラシック・カフェ」、「マーケットプレイス・カフェ」、石窯焼きの主菜まで提供できる「カフェ・ビストロ」、アルコール飲料まで提供する「ノードストローム・グリル」と改めた。
現在、ノードストロームは109の正規店舗と、ノードストローム・ロック56店舗、ジェフリー・ブティック（Jeffrey Boutiques）2店舗、およびラスト・チャンス（Last Change）と呼ばれる、28州から集められた売れ残り商品を販売するアウトレットを2店所有している。2007年にはノードストロームはフランスの高級衣料品店Façonnableを20億ドルでM1グループに売却した。また、同社はアリゾナ州スコッツデールにて、小口の銀行業務を行うリテール・バンクを経営している。
2007年9月7日、ノードストロームはマサチューセッツ州のNaticl Mallの大改装に際して、同地区における1号店をオープンさせた。これは同社の歴史の中でも最も多大な利益を上げた開店セールの1つとなった。同ショッピングモールが地域のチャリティに支援する伝統があるため、ノードストロームは開店セールに際して250万ドルをボストン科学博物館とボストン・バレエ団に寄付した。ノードストロームは、これからの12年でおよそ50店舗を開店させる計画を立てており、うち26店舗については、2012年までのオープンが公式にアナウンスされている。26店舗の内訳には、アリゾナ州フェニックス、フロリダ州ネープルズ、インディアナ州インディアナポリス、ミネソタ州ミネアポリス、オハイオ州シンシナティ、ミズーリ州セントルイス、テネシー州ナッシュヴィルと、プエルトリコ最大の都市サンフアン (プエルトリコ)が含まれている。
2017年2月4日、販売不振を理由にイヴァンカ・トランプのブランド取扱い中止を発表したところ、父親で大統領のドナルド・トランプが「娘が不公平な扱いが受けた」とTwitterで非難。政治介入との批判を受けた。

## カスタマー・サービス
ノードストロームは高品位のカスタマー・サービスで知られており、そのためいくつか伝説的なサービスの例が都市伝説として語られている。それら都市伝説のうち最もよく知られたものは、アラスカ州アンカレッジの店舗に帰せられるもので、開店以来一度としてノードストロームが取り扱ったことのないタイヤセットについて、ある顧客がノードストロームで買ったものではないということに気付かずに依頼した返品に応じた、というものである。同社はノードストロームで購入したものであるならいつでも返金に応じると明言している。

## 従業員ハンドブック
長年にわたり、ノードストロームが新規に人を雇う際には、ノードストローム従業員ハンドブック（Nordstrom's Employee Handbook）という、5インチ（12.7 cm）×8インチ（20.32 cm）の、75単語が書かれたカードを渡している。

Welcome to Nordstrom
We're glad to have you with our Company. Our number one goal is to provide outstanding customer service. Set both your personal and professional goals high. We have great confidence in your ability to achieve them.
Nordstrom Rules: Rule #1: Use good judgment in all situations. There will be no additional rules.
Please feel free to ask your department manager, store manager, or division general manager any question at any time.

ノードストロームへようこそ
私たちはあなたを歓迎します。私たちの一番の目標は、お客様に格段のサービスを提供することです。理想はあなた個人としても、また本社社員としても、高く持ってください。私たちはその理想を達成できると確信しています。
ノードストロームの規則はこうです。はじめに、どのような場面でも、判断力を有効に利用してください。それ以外には規則はありません。
あなたの働く部門のマネージャーや、店舗マネージャー、あるいは地区のゼネラルマネージャーにも、どのような質問であれ、いつでも気軽に質問してください。

実際には、新規雇用者にはカードは与えられるが、それと同時に他のルールや法的基準などが、ノードストロームの業務内で行われている手法として書かれた十全な内容のハンドブックも同時に与えられている。

## 評価
ノードストロームは、フォーチュン誌の「最も働きがいのある会社ベスト100 2009年」で72位と評価された。同リストでは2008年度36位、2007年度は24位、2006年度は46位、2005年度には88位を獲得し、高い評価を得て殿堂入りしている。また、フォーチュン500でも常連となっている。（2008年度は299位）